# Europese kampioenschappen shorttrack 2015
De Europese kampioenschappen shorttrack 2015 werden van 23 tot en met 25 januari 2015 georganiseerd in Dordrecht in Nederland.

## Medailles

### Mannen
| Onderdeel         | Goud | Goud                                                           | Zilver | Zilver                                                   | Brons | Brons                                                          |
| ----------------- | ---- | -------------------------------------------------------------- | ------ | -------------------------------------------------------- | ----- | -------------------------------------------------------------- |
| 500m              | RUS  | Viktor An                                                      | NED    | Sjinkie Knegt                                            | RUS   | Semjon Jelistratov                                             |
| 1000m             | NED  | Sjinkie Knegt                                                  | NED    | Freek van der Wart                                       | RUS   | Semjon Jelistratov                                             |
| 1500m             | NED  | Sjinkie Knegt                                                  | RUS    | Semjon Jelistratov                                       | NED   | Daan Breeuwsma                                                 |
| 3000m superfinale | ISR  | Vladislav Bykanov                                              | RUS    | Viktor An                                                | RUS   | Semjon Jelistratov                                             |
| Klassement        | NED  | Sjinkie Knegt                                                  | RUS    | Viktor An                                                | RUS   | Semjon Jelistratov                                             |
| Aflossing         | RUS  | Viktor An Vladimir Grigorev Semjon Jelistratov Dmitri Migoenov | HUN    | Csaba Burján Viktor Knoch Shaolin Sándor Liu Shaoang Liu | NED   | Daan Breeuwsma Sjinkie Knegt Itzhak de Laat Freek van der Wart |

### Vrouwen
| Onderdeel         | Goud | Goud                                                                             | Zilver | Zilver                                                              | Brons | Brons                                                             |
| ----------------- | ---- | -------------------------------------------------------------------------------- | ------ | ------------------------------------------------------------------- | ----- | ----------------------------------------------------------------- |
| 500m              | GBR  | Elise Christie                                                                   | RUS    | Sofia Prosvirnova                                                   | POL   | Patrycja Maliszewska                                              |
| 1000m             | RUS  | Sofia Prosvirnova                                                                | ITA    | Arianna Fontana                                                     | LTU   | Agne Sereikaite                                                   |
| 1500m             | GBR  | Elise Christie                                                                   | RUS    | Sofia Prosvirnova                                                   | FRA   | Veronique Pierron                                                 |
| 3000m superfinale | POL  | Patrycja Maliszewska                                                             | GBR    | Elise Christie                                                      | FRA   | Veronique Pierron                                                 |
| Klassement        | GBR  | Elise Christie                                                                   | RUS    | Sofia Prosvirnova                                                   | POL   | Patrycja Maliszewska                                              |
| Aflossing         | RUS  | Jekaterina Konstantinova Jemina Malagitsj Sofia Prosvirnova Jekaterina Strelkova | NED    | Yara van Kerkhof Lara van Ruijven Suzanne Schulting Rianne de Vries | HUN   | Sára Luca Bácskai Bernadett Heidum Petra Jászapáti Szandra Lajtos |

## Eindklassementen

### Mannen
| #      | Schaatser          | Land      | Punten |
| ------ | ------------------ | --------- | ------ |
| Goud   | Sjinkie Knegt      | Nederland | 97     |
| Zilver | Viktor An          | Rusland   | 71     |
| Brons  | Semjon Jelistratov | Rusland   | 60     |
| 4      | Vladislav Bykanov  | Israël    | 45     |
| 5      | Freek van der Wart | Nederland | 32     |
| 6      | Daan Breeuwsma     | Nederland | 21     |
| 7      | Viktor Knoch       | Hongarije | 12     |
| 8      | Shaolin Sándor Liu | Hongarije | 9      |
| 9      | Thibaut Fauconnet  | Frankrijk | 3      |
| 10     | Yuri Confortola    | Italië    | 1      |

### Vrouwen
| #      | Schaatser            | Land                | Punten |
| ------ | -------------------- | ------------------- | ------ |
| Goud   | Elise Christie       | Verenigd Koninkrijk | 89     |
| Zilver | Sofia Prosvirnova    | Rusland             | 79     |
| Brons  | Patrycja Maliszewska | Polen               | 52     |
| 4      | Arianna Fontana      | Italië              | 36     |
| 5      | Veronique Pierron    | Frankrijk           | 28     |
| 6      | Agne Sereikaite      | Litouwen            | 23     |
| 7      | Charlotte Gilmartin  | Verenigd Koninkrijk | 17     |
| 8      | Lara van Ruijven     | Nederland           | 14     |
| 9      | Jevgenija Zacharova  | Rusland             | 5      |
| 10     | Anna Seidel          | Duitsland           | 3      |

## Organisatie
De organisatie ontving een subsidie van € 327.039 van het Ministerie van VWS, in het kader van de subsidieregeling van topsportevenementen.